# Icositetràedre pentagonal
En geometria, l'icositetràedre pentagonal és un dels tretze políedres de Catalan, té 24 cares pentagonals.
L'icositetràedre pentagonal és un políedre quiral, és a dir, no és igual a la seva imatge reflectida en un mirall, dels 13 sòlids de Catalan només n'hi ha un altre que és quiral, és l'hexacontàedre pentagonal.
Els pentagons irregulars que formen l'icositetràedre pentagonal tenen costats de dues llargades tres de curts i dos de llargs, els costats més llargs conflueixen en un vèrtex formant un angle de {\displaystyle \arccos \left(2-t\right)} on t é la constant de tribonacci això dona aproximadament 80,7517..º. Mentre que els altres angles són de {\displaystyle \arccos \left[{\frac {1}{2}}\left(1-t\right)\right]\approx 114,812}.

## Desenvolupament pla

Desenvolupament pla de l'icositetràedre pentagonal

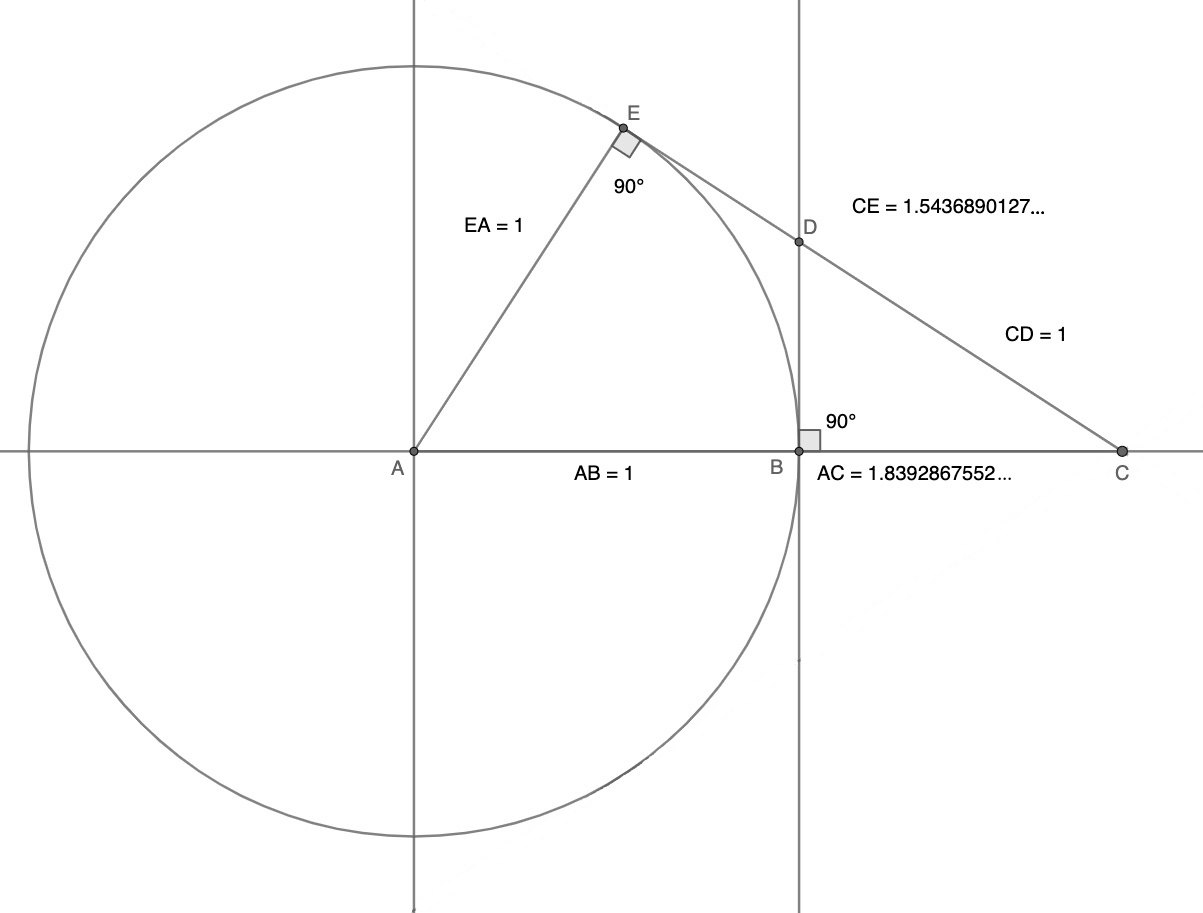
Una construcció geomètrica de la constant de Tribonacci (AC), amb un compàs i una regla marcada, segons el mètode descrit per Xerardo Neira.

## Àrea i volum
En el cas d'un icositetràedre pentagonal obtingut com a dual d'un cub xato amb arestes de longitud a, les tres arestes curtes de cada cara de l'icositetràedre pentagonal tenen longitud:
{\displaystyle {\frac {1}{\sqrt {t+1}}}a\approx 0,593465a}
mentre que les dues arestes llargues tenen logitud:
{\displaystyle \left[{\frac {1}{2}}{\sqrt {t+1}}\right]a\approx 0.842509a}
Llavors les fórmules per calcular l'àrea A i el volum V d'un icositetràedre pentagonal són les següents:
{\displaystyle {\begin{aligned}&S=\left[3{\sqrt {\frac {22\left(5t-1\right)}{4t-3}}}\right]a^{2}\approx 19,29994a^{2}\\&V=\left[{\sqrt {\frac {11\left(t-4\right)}{2\left(20t-37\right)}}}\right]a^{3}\approx 7,4474a^{3}\\\end{aligned}}}
On t és la constant de tribonacci, és a dir l'arrel real del polinomi:
{\displaystyle P\left(t\right)=t^{3}-t^{2}-t-1}

## Dualitat
El políedre dual de l'icositetràedre pentagonal és el cub xato.

## Simetries
El grup de simetria de l'icositetràedre pentagonal és igual al grup octàedric O\cong S_4 de les simetries del cub i de l'octàedre que preserven les orientacions. És el mateix grup de simetria que pel cub xato.

## Relació amb altres políedres
Els 6 vèrtex de l'icositetràedre pentagonal, en què hi concorren 4 cares son també vèrtex d'un octàedre.